# Matthew Reed
Matthew John Reed (Palmerston North, Nueva Zelanda, 11 de noviembre de 1975) es un deportista neozelandés, nacionalizado estadounidense, que compitió en triatlón y acuatlón.
Ganó una medalla de oro en el Campeonato Mundial por Relevos de 2006 y una medalla de oro en el Campeonato Panamericano de Triatlón de 2009. Además, obtuvo una medalla de bronce Campeonato Mundial de Ironman 70.3 de 2009.
En acuatlón consiguió una medalla de oro en el Campeonato Mundial de 2000.

## Palmarés internacional
| Representando a Estados Unidos |                                |                |            |
| Campeonato Mundial por Relevos |                                |                |            |
| Año                            | Lugar                          | Medalla        | Prueba     |
| 2006                           | Cancún (México)                | Medalla de oro | Relevos    |
| Campeonato Panamericano        |                                |                |            |
| Año                            | Lugar                          | Medalla        | Prueba     |
| 2009                           | Oklahoma City (Estados Unidos) | Medalla de oro | Individual |

| Representando a Estados Unidos |                             |                   |            |
| Campeonato Mundial             |                             |                   |            |
| Año                            | Lugar                       | Medalla           | Prueba     |
| 2009                           | Clearwater (Estados Unidos) | Medalla de bronce | Individual |

| Representando a Nueva Zelanda |                 |                |            |
| Campeonato Mundial            |                 |                |            |
| Año                           | Lugar           | Medalla        | Prueba     |
| 2000                          | Cancún (México) | Medalla de oro | Individual |